# وادي نحيز
وادي نحيز أحد أشهر أودية ظفار في جنوب سلطنة عمان، يقع وادي نحيز في وسط جبال ظفار ضمن نيابة حجيف في ولاية صلالة. ويبعد عن ولاية صلالة قرابة 12 كيلومتر. وهو على مقربة من الخط الدولي (مسقط-صلالة) الذي يعبر بجواره في نيابة قيرون حيريتي، يسكن هذا الوادي بيت قطن. يضم الوادي ايضا عين اكسوت وهي عين ماء عذب.

## كهف صحور
ابرز المواقع في وادي نحيز . يوجد هذا الكهف في أحد تكوينات الصخور الجيرية المنتمية إلى الفترة المبكرة من العصر الثلاثي. يوجد بالهضبة التي يقع فيها الكهف مدخل كبير الحجم يطل على الوادي بقوسه المزين بهوابط قديمة وصاعدة كبيرة يبلغ ارتفاعها مترين. وللوصول إلى الغرفة الرئيسية للكهف لابد من اجتياز الممر الضيق الواقع في الجهة الشمالية من المدخل. يوجد في هذه الغرفة الكثير من التراكيب الكهفية الجميلة، كالأعمدة والهوابط بأنواعها المختلفة (كالمصاصات والهوابط المدببة ) ويمكن مشاهدة قطرات الماء المتدلية في الكثير من الهوابط التي لا تزال في مراحل تكونها. و يزخر هذا الكهف بالعديد من الكائنات كالخفافيش والحشرات والفطريات ·